# Marta Leśniak
Marta Leśniak (* 15. März 1988 in Breslau) ist eine polnische Tennisspielerin.

## Karriere
Leśniak begann mit sechs Jahren mit dem Tennisspielen und bevorzugt Sandplätze. Sie spielt vorrangig Turniere der ITF Women’s World Tennis Tour, wo sie bislang zehn Turniere im Einzel und zwei im Doppel gewinnen konnte.
Ihr bislang letztes internationales Turnier spielte Leśniak im Juli 2019. Sie wird daher nicht mehr in der Weltrangliste geführt.

## Turniersiege

### Einzel
| Nr. | Datum              | Turnier          | Kategorie   | Belag     | Finalgegnerin        | Ergebnis       |
| --- | ------------------ | ---------------- | ----------- | --------- | -------------------- | -------------- |
| 1.  | 20. Juni 2004      | Kędzierzyn-Koźle | ITF $10.000 | Sand      | Oksana Uzhylovska    | 6:2, 6:4       |
| 2.  | 27. Juni 2004      | Alkmaar          | ITF $10.000 | Sand      | Carly Gullickson     | 6:2, 6:3       |
| 3.  | 23. April 2017     | Antalya          | ITF $15.000 | Sand      | Alena Tarassowa      | 6:3, 6:2       |
| 4.  | 13. August 2017    | Mrągowo          | ITF $15.000 | Sand      | Seone Mendez         | 6:4, 6:4       |
| 5.  | 20. August 2017    | Mrągowo          | ITF $15.000 | Sand      | Jade Suvrijn         | 5:7, 6:2, 6:2  |
| 6.  | 1. Oktober 2017    | Antalya          | ITF $15.000 | Sand      | Amina Anschba        | 6:3, 6:1       |
| 7.  | 21. Juli 2018      | Wien             | ITF $15.000 | Sand      | Francesca Jones      | 6:0, 6:3       |
| 8.  | 16. September 2018 | Frýdek-Místek    | ITF $15.000 | Sand      | Gabriela Pantůčková  | 65:7, 6:2, 6:3 |
| 9.  | 4. November 2018   | Antalya          | ITF $15.000 | Hartplatz | Franziska Sziedat    | 6:1, 6:1       |
| 10. | 17. Februar 2019   | Monastir         | ITF $15.000 | Hartplatz | Andrea Lázaro García | 2:6, 6:0, 6:0  |

### Doppel
| Nr. | Datum             | Turnier  | Kategorie   | Belag     | Partnerin         | Finalgegnerinnen                  | Ergebnis |
| --- | ----------------- | -------- | ----------- | --------- | ----------------- | --------------------------------- | -------- |
| 1.  | 1. September 2017 | Mrągowo  | ITF $15.000 | Sand      | Daria Kuczer      | Angelica Moratelli Marine Partaud | 6:2, 6:3 |
| 2.  | 9. Februar 2019   | Monastir | ITF $15.000 | Hartplatz | Magdalena Hedrzak | Vinciane Rémy Marie Temin         | 6:2, 6:2 |